# Конкуренция (биология)
Конкуре́нция — в биологии, любые антагонистические отношения, связанные с борьбой за существование, за доминирование, за пищу, пространство и другие ресурсы между организмами, видами или популяциями видов, нуждающимися в одних и тех же ресурсах.

## Внутривидовая конкуренция
Это конкуренция между представителями одной или нескольких популяций вида. Идёт за ресурсы, внутригрупповое доминирование, самок/самцов и т. д.

## Межвидовая конкуренция
Это конкуренция между популяциями разных видов несмежных трофических уровней в биоценозе. Она связана с тем, что представители разных видов сообща используют одни и те же ресурсы, которые обычно ограничены. Ресурсы могут быть как пищевые (например, одни и те же виды жертв у хищников или растений — у фитофагов), так и другого рода, например наличие мест для выведения потомства, убежищ для защиты от врагов и т. п. Виды могут конкурировать и за доминирование в экосистеме. Существует две формы конкурентных взаимоотношений: прямая конкуренция (интерференция) и косвенная (эксплуатация). При прямой конкуренции между популяциями видов в биоценозе эволюционно складываются антагонистические отношения (антибиоз), выражающиеся разными видами взаимного угнетения (драки, перекрытие доступа к ресурсу, аллелопатия и т. д.). При косвенной конкуренции один из видов монополизирует ресурс или местообитание, ухудшая при этом условия существования конкурентного вида сходной экологической ниши.
Конкурировать могут в природе как эволюционно (таксономически) близкие виды, так и представители очень далеких групп. Например, суслики в сухой степи выедают до 40 % растительного прироста. Это значит, что пастбища могут прокормить меньшее число сайгаков или овец. А в годы массового размножения саранчи пищи не хватает ни сусликам, ни овцам.

## Межклеточная конкуренция
На рост и выживание клеток в тканях может влиять конкуренция между различными клетками, а также клонами клеток. Эта конкуренция помогает организму поддерживать здоровье путем отбора наиболее качественных и  приспособленных "живучих" клеток. Клетки, воспринимаемые как менее приспособленные, активно удаляются с помощью различных механизмов конкуренции теми из них, которые более приспособлены.